# Ekwendeni
Ekwendeni ist eine Stadt etwa 20 km westlich von Mzuzu, im Mzimba-Distrikt von Malawi. Sie ist eine der geschäftigsten und größten in der Nordregion von Malawi. Ekwendeni liegt an der Westseite des Viphya Mountains und wurde von schottischen Missionaren gegründet. Dort steht die älteste Kirche von Malawi, die dem malawischen Zweig der Schottischen Kirche gehört.
Ekwendeni wird weitflächig von Tabak-Feldern umgeben. Die Bevölkerung des Distriktes hat die höchste HIV/AIDS-Infektionsquote in Malawi, hauptsächlich weil hier ein Hauptrastplatz für LKW-Fahrer ist, die bis nach Tansania und Kenia fahren.
Ekwendeni verfügt über ein Krankenhaus, das von der Presbyterian Church geführt und weitgehend aus den USA und aus Schottland finanziert wird. Die Sprache der Menschen in und um Ekwendeni ist Tumbuka, aber die übrigen Sprachen Malawis werden hier ebenfalls gesprochen, da in dieser Gegend immer mehr Menschen aus anderen Landesteilen siedeln.